# Onorificenze palestinesi
Le onorificenze palestinesi sono l'insieme tutte le decorazioni concesse dallo Stato di Palestina, costituite durante il suo processo di state-building tra il 2009 e il 2018. Nella pagina le decorazioni sono indicate per ordine di precedenza e di importanza. 
Il Gran Maestro è il Presidente della Palestina, attualmente Mahmoud Abbas. Questi è assistito dal Primo Consigliere Diplomatico della Presidenza.

## Onorificenze civili

### Ordini cavallereschi

#### Ordine dello Stato di Palestina
Si tratta del supremo ordine cavalleresco dello Stato di Palestina, concesso a personalità palestinesi o straniere che si siano profondamente impegnate nel servizio alla Palestina.
| Ordine dello Stato di Palestina | Ordine dello Stato di Palestina | Ordine dello Stato di Palestina | Ordine dello Stato di Palestina | Ordine dello Stato di Palestina |
| ------------------------------- | ------------------------------- | ------------------------------- | ------------------------------- | ------------------------------- |
|                                 |                                 |                                 |                                 |                                 |
| Cavaliere della Palestina       | Stella alla Libertà             | Stella al Merito                | Cavaliere di Gran Cordone       | Cavaliere di Gran Collare       |

Il Gran Collare è riservato ai Capi di Stato stranieri come segno di rispetto e buone relazioni diplomatiche, la Stella al Merito a funzionari che si siano particolarmente distinti nel loro servizio, la Stella alla Libertà è una classe particolare riservata agli attivisti stranieri, il titolo di Cavaliere della Palestina invece ai cittadini palestinesi o stranieri che abbiano commesso atti straordinari per la Palestina.

#### Ordine di Gerusalemme
| Ordine di Gerusalemme    | Ordine di Gerusalemme | Ordine di Gerusalemme | Ordine di Gerusalemme | Ordine di Gerusalemme     |
| ------------------------ | --------------------- | --------------------- | --------------------- | ------------------------- |
|                          |                       |                       |                       |                           |
| Cavaliere di Gerusalemme | Stella alla Pace      | Stella di Gerusalemme | Gran Stella           | Cavaliere di Gran Cordone |

Il Gran Cordone e la Gran Stella sono principalmente riservati ai Capi di Stato stranieri, la Stella di Gerusalemme a funzionari che si siano particolarmente distinti nel loro servizio, la Stella alla Pace è una classe particolare riservata agli attivisti stranieri, il titolo di Cavaliere di Gerusalemme invece ai cittadini palestinesi o stranieri che abbiano commesso atti straordinari per la Palestina.

#### Ordine del Presidente Yasser Arafat
l'ordine è dedicato a Yasser Arafat, importante politico palestinese.
| Ordine del Presidente Yasser Arafat | Ordine del Presidente Yasser Arafat | Ordine del Presidente Yasser Arafat      |
| ----------------------------------- | ----------------------------------- | ---------------------------------------- |
|                                     |                                     |                                          |
| Medaglia al Coraggio                | Stella di Jebus                     | Cavaliere di Gran Cordone Stella d'Onore |

Il Gran Cordone, detto anche Stella d'Onore, è riservato ai Capi di Stato stranieri ma anche a funzionari che si siano particolarmente distinti nel loro servizio, e cittadini palestinesi o stranieri che abbiano dato incredibili contributi al miglioramento della condizione dei palestinesi.
La Stella di Jebus è così chiamata in onore della tribù canaanita dei Gebusei, popolazione che diede origine alla città di Gerusalemme e dalla quale, secondo Yasser Arafat, discenderebbe la popolazione araba palestinese (tesi di discendenza che venne utilizzata anche per provare un qualche diritto storico dei palestinesi sulla città santa). Questa onorificenza è riservata a funzionari palestinesi o stranieri che si siano particolarmente distinti nel loro servizio.
La Medaglia al Coraggio è riservata a cittadini palestinesi o stranieri che abbiano commesso importanti atti di coraggio e iniziativa per la Palestina.

#### Ordine del Presidente Mahmoud Abbas
l'ordine è dedicato a Mahmoud Abbas, fondatore delle onorificenze palestinesi.
| Ordine del Presidente Mahmoud Abbas | Ordine del Presidente Mahmoud Abbas | Ordine del Presidente Mahmoud Abbas |
| ----------------------------------- | ----------------------------------- | ----------------------------------- |
|                                     |                                     |                                     |
| Medaglia al Successo                | Stella dell'Amicizia                | Gran Collare dei Cananei            |

Il Gran Collare dei Cananei è principalmente riservato ai Capi di Stato stranieri, la Stella dell'Amicizia a funzionari che si siano particolarmente distinti nel loro servizio, la Medaglia al Successo ai cittadini palestinesi o stranieri che abbiano commesso grandi opere o dimostrato perseveranza per la Palestina.

#### Ordine di Betlemme
| Ordine di Betlemme | Ordine di Betlemme       |
| ------------------ | ------------------------ |
|                    |                          |
| Stella di Betlemme | Gran Collare di Betlemme |

Il Gran Collare è principalmente riservato ai Capi di Stato stranieri, la Stella di Betlemme a funzionari che si siano particolarmente distinti nel loro servizio.

#### Ordine al Merito e Distinzione
| Ordine al Merito e Distinzione | Ordine al Merito e Distinzione |
| ------------------------------ | ------------------------------ |
|                                |                                |
| Argento                        | Oro                            |

Si tratta di un ordine principalmente nazionale riservato a qualsiasi merito particolare nei confronti della Palestina, nelle classi argento e oro.

#### Ordine alla Cultura, alle Scienze e alle Arti
Si tratta di un ordine principalmente nazionale ma pensato anche per premiare in particolare la diffusione della cultura e delle arti palestinesi in giro per il mondo.
| Ordine alla Cultura, alle Scienze e alle Arti | Ordine alla Cultura, alle Scienze e alle Arti | Ordine alla Cultura, alle Scienze e alle Arti | Ordine alla Cultura, alle Scienze e alle Arti |
| --------------------------------------------- | --------------------------------------------- | --------------------------------------------- | --------------------------------------------- |
|                                               |                                               |                                               |                                               |
| Livello dell'Innovazione                      | Livello della Creatività                      | Livello di Genialità                          | Gran Stella                                   |

La Gran Stella è riservata ad eminenti scrittori, autori, poeti, scienziati, intellettuali, professori universitari e artisti nei settori delle belle arti, del teatro, della musica, del cinema e di altre forme d'arte speciali. Quest'ordine viene assegnato anche agli individui che promuovono l'immagine della Palestina e della cultura palestinese in tutto il mondo.
Le restanti classi dell'Ordine son divise in tre livelli. Il Livello di Genialità può essere assegnato ai maggiori intelletti, autori, scrittori, poeti, scienziati, ricercatori e artisti palestinesi e stranieri in apprezzamento delle loro eccellenti opere che hanno avuto successo sia a livello nazionale che internazionale. Può anche essere assegnato a istituzioni che abbiano dati opere e servizi illustri alla Palestina e all'umanità. Il Livello di Creatività è assegnato per gli stessi successi ma a livello puramente nazionale. Può anche essere assegnato a istituzioni che hanno fornito opere e servizi illustri alla Palestina. Il Livello di Innovazione è assegnato in apprezzamento delle opere significative riuscite a livello locale e nazionale, anche come incoraggiamento a continuare il proprio servizio.

### Altre onorificenze civili

#### Cittadinanza onoraria palestinese
| Cittadinanza onoraria palestinese |
| --------------------------------- |
|                                   |

La cittadinanza onoraria palestinese può essere dispensata per ordine del Presidente a personalità arabe o straniere che abbiano fornito servizi significativi alla Palestina, anche come incoraggiamento a persistere nel sostegno alla causa palestinese.

#### Medaglia al Merito e Distinzione
| Medaglia al Merito e Distinzione | Medaglia al Merito e Distinzione |
| -------------------------------- | -------------------------------- |
|                                  |                                  |
| Argento                          | Oro                              |

Ricalcata sull'omonimo ordine cavalleresco è assegnata sia a palestinesi che stranieri, nelle classi argento e oro.

#### Medaglia al-Quds
| Medaglia al-Quds |
| ---------------- |
|                  |
| Argento Oro      |

Assegnata per meriti speciali sia a palestinesi che stranieri, nelle classi argento e oro.
Il nome si riferisce al soprannome arabo per Gerusalemme, ovvero "la (città) santa".

## Onorificenze militari

### Ordini militari
Ci sono tre ordini militari assegnabili a militari ed altri agenti di sicurezza sia palestinesi che stranieri: l'Ordine Militare della Stella d'Onore, della Stella di Gerusalemme e della Stella di Palestina.
|                              |                                |                         |
| Stella Militare di Palestina | Stella Militare di Gerusalemme | Stella Militare d'Onore |

### Medaglie militari
| Medaglia | Nominativo                                                           |
| -------- | -------------------------------------------------------------------- |
|          | Medaglia al Sacrificio (classi bronzo, argento e oro)                |
|          | Medaglia al Dovere (classi bronzo, argento e oro)                    |
|          | Medaglia alla Distinzione di Servizio (classi bronzo, argento e oro) |
|          | Medaglia all'Eccellenza (classi bronzo, argento e oro)               |
|          | Medaglia al Coraggio (classi bronzo, argento e oro)                  |
|          | Medaglia di Apprezzamento (classi bronzo, argento e oro)             |
|          | Medaglia d'Onore (classi bronzo, argento e oro)                      |
|          | Medaglia per le ferite di guerra (classi bronzo, argento e oro)      |
|          | Medaglia per l'addestramento (classi bronzo, argento e oro)          |
|          | Medaglia per le promozioni speciali (classi bronzo, argento e oro)   |